# Biała kiełbasa

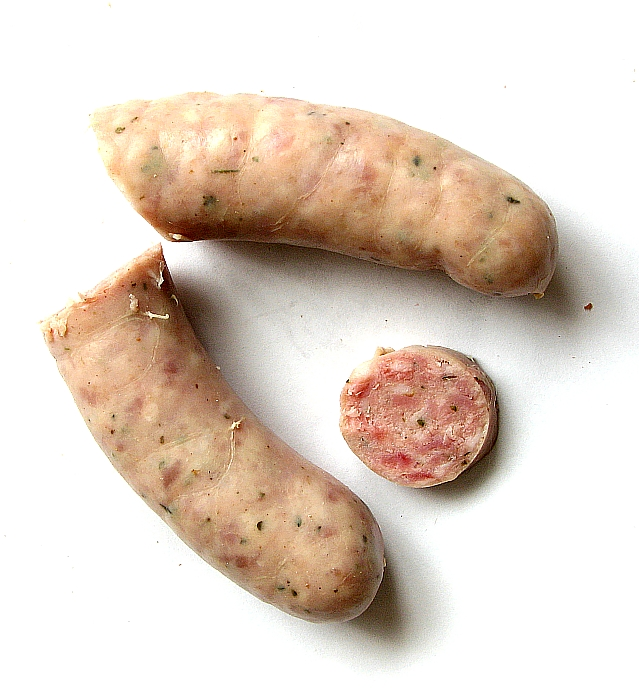
Biała kiełbasa

Biała kiełbasa – w kuchni polskiej kiełbasa surowa lub parzona, nietrwała, średnio rozdrobniona, o specyficznym jasnym kolorze, z mięsa wieprzowego, czasem z dodatkiem mięsa wołowego, w naturalnym, cienkim jelicie wieprzowym.
W kuchni niemieckiej Weißwurst jest to kiełbasa parzona o specyficznym białym kolorze, nietrwała, silnie rozdrobniona, z mięsa cielęcego z dodatkiem słoniny, w naturalnym, cienkim jelicie wieprzowym.

## Kiełbasa biała polska

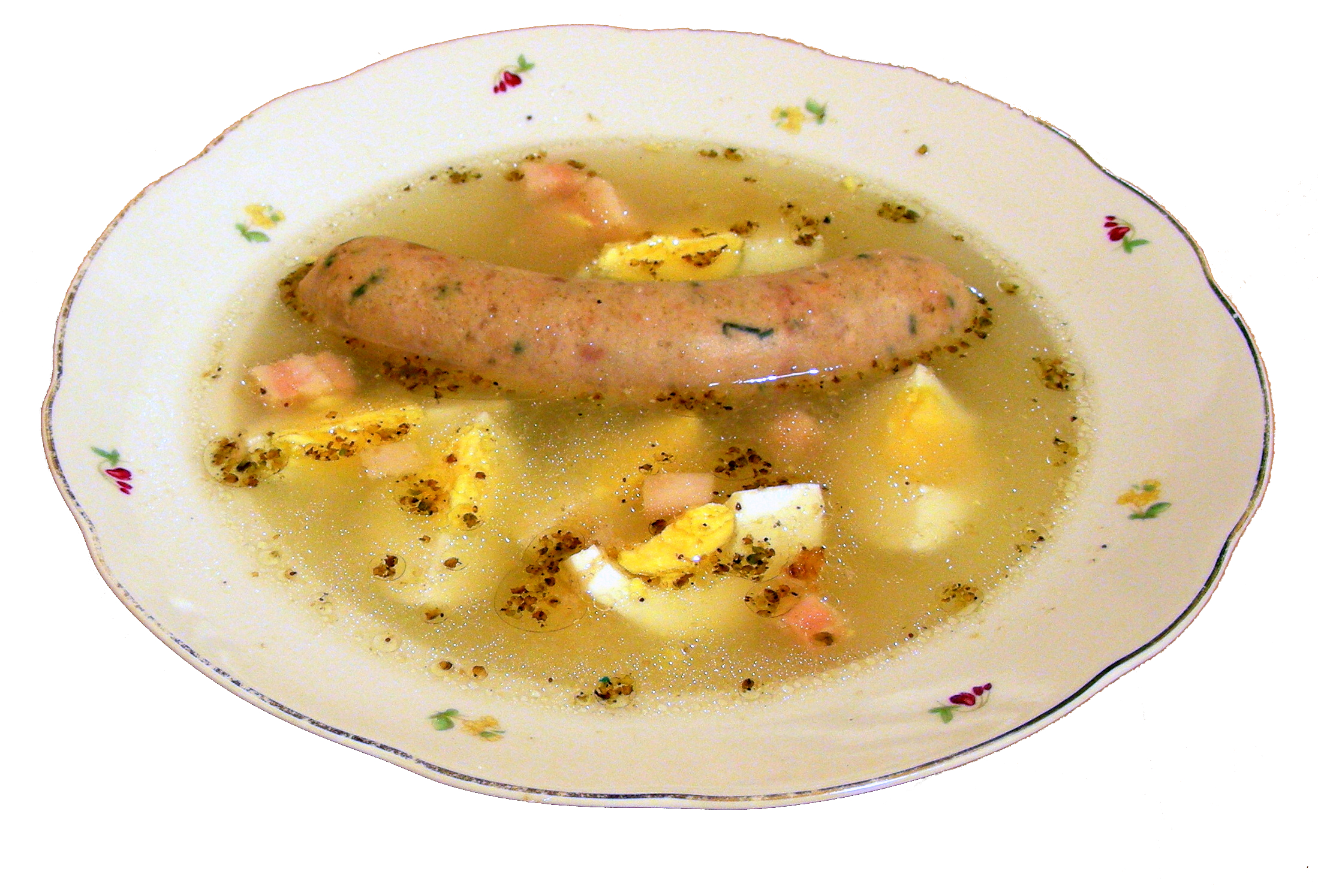
Żurek z białą kiełbasą

### Historia
Sporządzanie białej kiełbasy w Wielkopolsce ma tradycję sięgającą XVII wieku, a jej recepturę odnotowano w książce kucharskiej Marii Śleżańskiej z 1904 roku.

### Receptura
Składniki: wieprzowina (łopatka, podgardle, boczek), w niektórych przepisach wołowina, przyprawy: sól, czosnek, pieprz, majeranek, ew. inne, jelita wieprzowe.
Kolor białej kiełbasy surowej jest naturalnym kolorem surowców: barwa mięsa jest lekko różowa, tłuszczu biała. Po sparzeniu kiełbasa staje się szara. Kolor różowawy wskazuje na to, że dodano do niej środki konserwujące, zwłaszcza sól peklującą. Po sparzeniu powinna być krucha i soczysta, ale nie twarda, a mięso i przyprawy powinny być dobrze wyczuwalne.
1 kilogram czysto wieprzowej domowej surowej białej kiełbasy można wykonać następująco:
0,5 kilograma łopatki wieprzowej miele się na największych oczkach maszynki do mielenia mięsa, a 0,3 kg surowego boczku bez skóry i 0,2 kg tłustego podgardla bez skóry na średnich oczkach. Wymieszane mięso przyprawia się trzema dużymi ząbkami czosnku, połową łyżki stołowej soli i półtorej łyżki stołowej majeranku, oraz w mniejszych ilościach zmielonymi liśćmi laurowymi, zielem angielskim i pieprzem. Masą nadziewa się jelita wieprzowe formując kiełbaski.
5 kilogramów wieprzowo-wołowej surowej białej kiełbasy można wykonać na podstawie następującego przepisu:
Wieprzowinę klasy pierwszej w ilości 1 kg rozdrabnia się w maszynce do mięsa z siatką o oczkach 13 mm, 3,5 kg wieprzowiny klasy drugiej na oczkach 10 mm, a 0,5 kg wołowiny klasy pierwszej lub drugiej kutruje się z dodatkiem 45% lodu lub wody. Obie porcje wieprzowiny miesza się dodając 6% zimnej wody, aż do jej wchłonięcia, po czym dodaje wołowinę wymieszaną z przyprawami: solą, pieprzem, czosnkiem i majerankiem. Całość miesza się do uzyskania jednolitego farszu, którym napełnia się jelita, po czym formuje kiełbaski.
Słownik towaroznawczy z 1968 definiuje białą kiełbasę jako wyrób uzyskiwany w 90% z wieprzowiny i 10% wołowiny, który bez poddawania wędzeniu lub parzeniu umieszczany jest w osłonkach naturalnych. Konsystencja przed ugotowaniem powinna być miękka, a skład na tyle luźny, że nie daje się krajać w plasterki (choć te o szerokości 1 cm nie powinny się rozpadać). Zawartość tłuszczu w wyrobie osiągać mogła 27%, wody do 65%, soli do 2,2%.

### Biała kiełbasa jako produkt przemysłowy

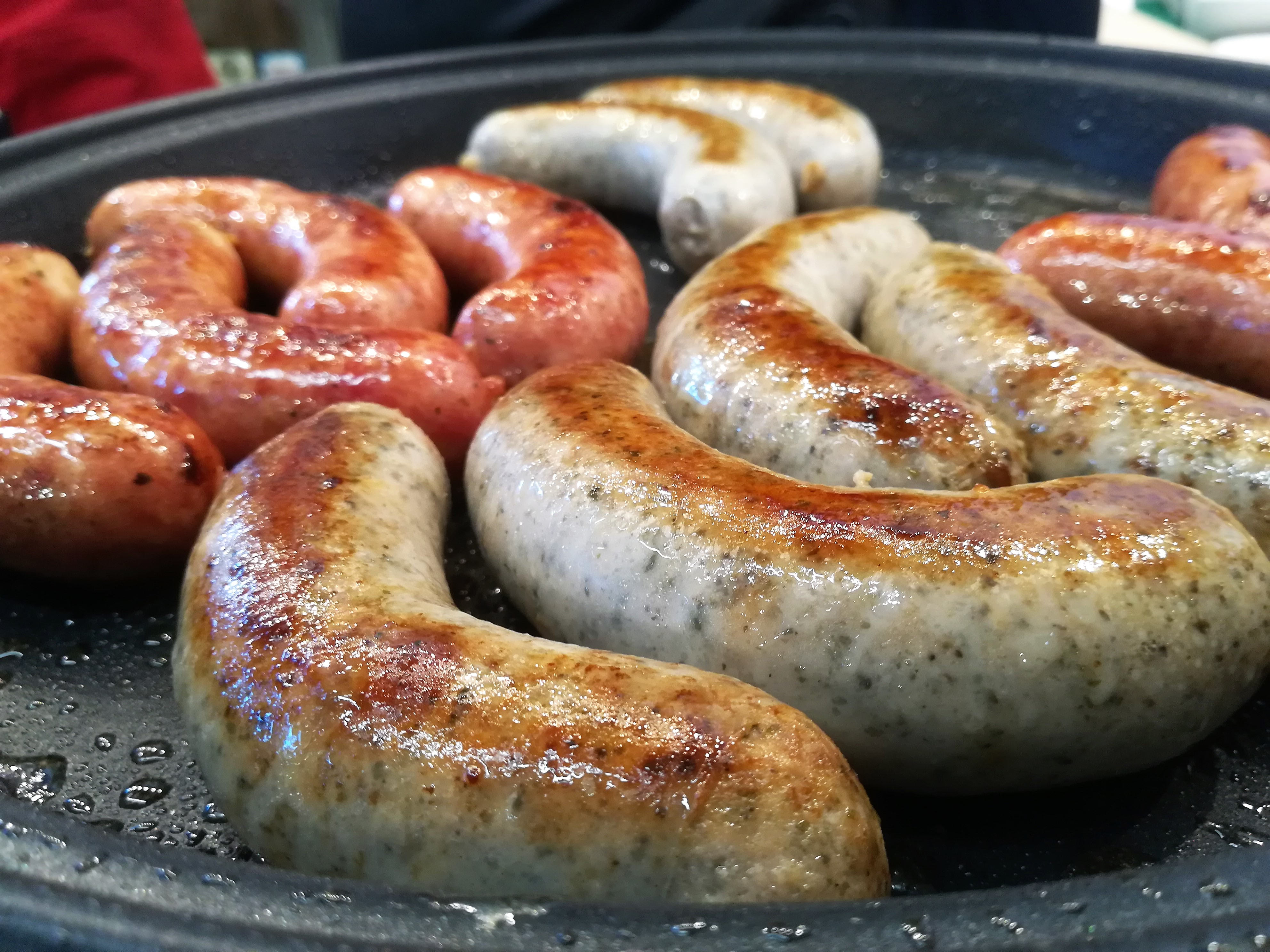
Smażona biała kiełbasa, jako produkt piknikowy

Biała kiełbasa jest produktem o wyraźnej sezonowości sprzedaży: zdecydowanie największe zapotrzebowanie na nią występuje w okresie wielkanocnym, świąt Pierwszego Maja i Trzeciego Maja oraz Bożego Ciała, a także w okresie jesiennym, gdy jest podstawą rozgrzewającego żurku.
W celu obniżki kosztów i w efekcie ceny końcowej biała kiełbasa produkowana przemysłowo może wykazywać obniżoną zawartość mięsa wieprzowego, a za to dodatek mięsa drobiowego, nadmierną ilość wody i tłuszczu, dodatki skóry, ścięgien, mięsa oddzielanego mechanicznie i innych tanich surowców bądź nawet soi. Stosuje się także dodawanie środków konserwujących by przedłużyć jej okres przydatności do spożycia, a czasem dające ten sam efekt parzenie.
Na przykład przemysłowo produkowana czysto wieprzowa surowa biała kiełbasa zakładów mięsnych Sokołów SA ma następujący skład surowcowy, podany na opakowaniu:
mięso wieprzowe 91%, woda, sól, przyprawy (w tym sezam, seler, czosnek, majeranek), błonnik roślinny, stabilizatory E451 (i, ii), E450 (iii, v), białko sojowe, maltodekstryna, regulator kwasowości octan sodu, kwas cytrynowy, cytrynian sodu, przeciwutleniacze E315, E316, wzmacniacz smaku E621, błonnik pszenny (gluten), substancja konserwująca E250 (wyjaśnienia symboli E w artykule Lista chemicznych dodatków do żywności).
Ze względu na krótki okres przydatności białej kiełbasy surowej do spożycia i trudne do dokładnego oszacowania zapotrzebowanie, marże stanowią znaczny odsetek ceny detalicznej tego produktu. W hipotetycznej kiełbasie o cenie detalicznej 22 złotych za kilogram, 9 złotych to cena mięsa wieprzowego, 2 złote to koszt mięsa wołowego, 0,50 złotego to koszt przypraw, osłonki z jelit i wody, 1,50 złotego kosztuje transport i marketing, 4 złote to marża sklepu a 5 złotych to przychód producenta, z którego musi opłacić koszty pracy (dane z 2014 roku).

### Sposób spożycia
Polska biała kiełbasa przeznaczona jest do dalszej (krótkiej) obróbki cieplnej tuż przed spożyciem, najczęściej do gotowania lub pieczenia. W odróżnieniu od Weißwurst, polską białą kiełbasę można jeść razem z osłonką.
W kuchni polskiej tradycyjnie podawana jest podczas Świąt Wielkanocnych do m.in. żuru. Wchodzi też często w skład święconki. Jako samodzielne danie jest spożywana najczęściej z chrzanem.
Biała kiełbasa wchodzi w skład receptury dania kuchni staropolskiej kiełbasa po polsku, znanego też regionalnie pod nazwą wereszczaka. Jest ona gotowana w piwie z wodą, krojona w plastry, a potem krótko duszona w gęstym sosie cebulowym.

### Rejestracje jako produkt tradycyjny
Biała kiełbasa została zarejestrowana przez Ministerstwo Rolnictwa i Rozwoju Wsi jako produkt tradycyjny w 4 województwach, w tym w jednym jako kiełbasa w słoiku:
- kiełbasa biała parzona wielkopolska (czysto wieprzowa; woj. wielkopolskie)
- kiełbasa biała surowa (wieprzowo-wołowa; woj. pomorskie)
- kiełbasa biała parzona z Wąchocka (wieprzowo-wołowa; woj. świętokrzyskie)
- biała kiełbasa w słoiku (zasadniczo odmienna, woj. kujawsko-pomorskie)

## Weißwurst

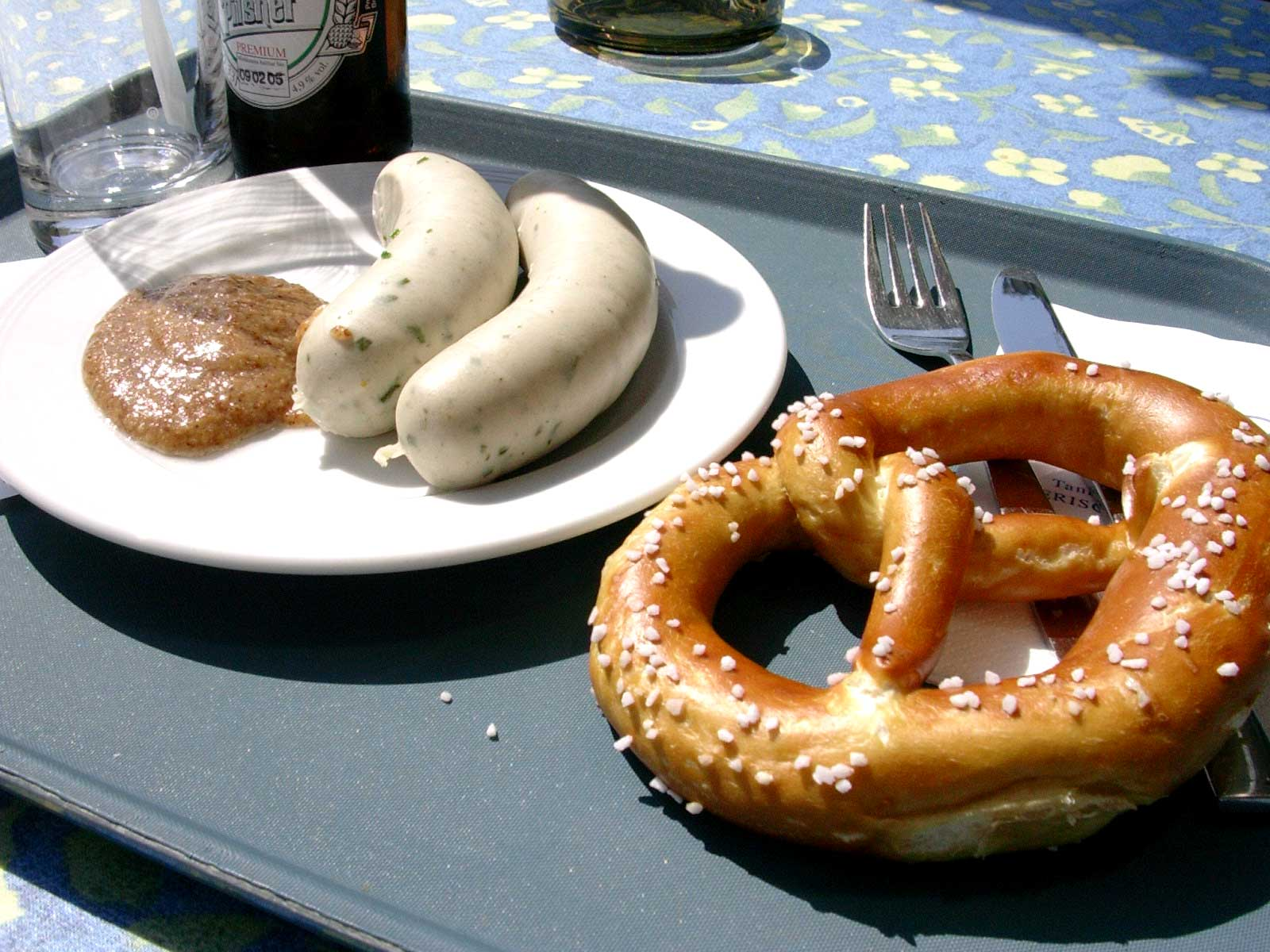
Weißwurst ze słodką musztardą i preclem, w tle piwo

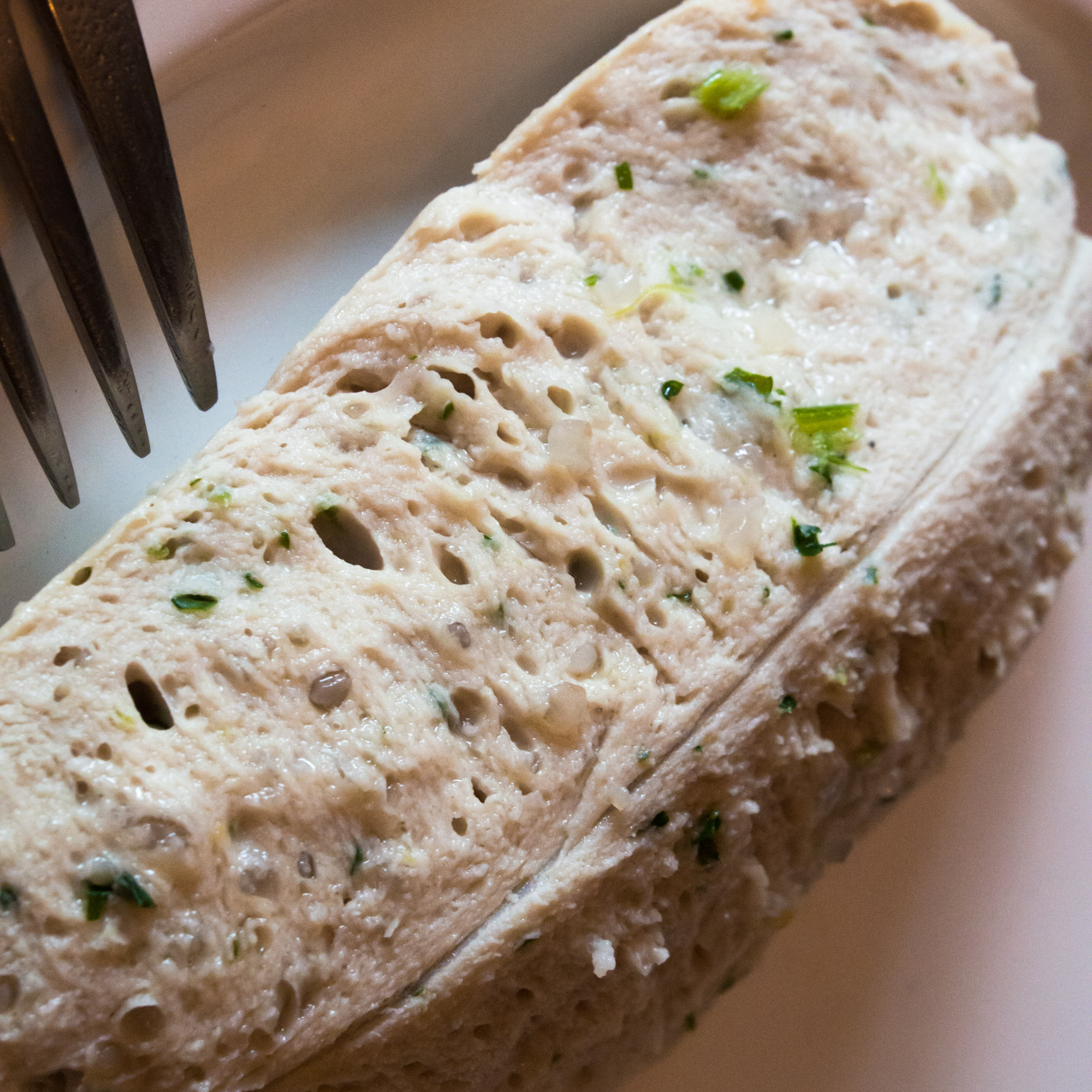
Weißwurst – zbliżenie struktury sparzonej kiełbasy bez skórki

### Pochodzenie
Legenda głosi, że wynalazcą dania był Sepp Moser, właściciel gospody „Zum ewigen Licht“ na monachijskim Marienplatz. Stało się to w karnawałowy poniedziałek 22 lutego 1857. Moserowi zabrakło cienkich jelit baranich do wyrobu Kalbsbratwurst, a w gospodzie siedzieli zgłodniali goście. Posłał więc kuchcika, który wrócił z jelitami wieprzowymi. Moser ostrożnie nadział je farszem, ale bał się opiekać w obawie, że dużo grubsze niż zwykle kiełbaski pękną. Zamiast tego sparzył je więc w gorącej wodzie i tak podał zachwyconym klientom.
W rzeczywistości są argumenty wskazujące, że podobne kiełbaski jadano już wcześniej, nawet w początku XIX wieku.
Pierwszy zapis receptury w książce kucharskiej pochodzi z 1893 roku.

### Receptura
W klasycznej wersji receptura wygląda następująco:
Składnikami są mięso cielęce (co najmniej 51% całkowitego wkładu mięsa), słonina, skórki z ogonów wieprzowych i z gotowanej głowizny cielęcej (co najwyżej 10% wkładu mięsa). Używa się następujących przypraw: cebuli, natki pietruszki, soli, pieprzu, kwiatu muszkatołowego, otartej skórki z cytryny. Jako osłonki używa się naturalnych jelit wieprzowych. Łączna zawartość tłuszczu w surowcach powinna wynosić najwyżej 30%.
Wedle źródła receptura przyrządzania jest następująca:
Składniki mięsne kutruje się z dodatkiem zmielonego lodu, miesza z osobno kutrowaną słoniną i dalszym dodatkiem lodu, przyprawia i nadziewa we flaki z jelit wieprzowych, wytwarzając kiełbaski o długości około 12–15 cm oraz wadze około 80–90 gramów.
Biała barwa kiełbasek jest spowodowana tym, że nie stosuje się dodatków peklujących w postaci azotynów.
Rzeczywistość przemysłowej produkcji odbiega od tego wzorca ze względu na dążenie do redukcji kosztów.

### Sposób spożycia
Weißwurst jest potrawą narodową Bawarii, a szczególnie okolic Monachium, czasami uważany za symbol jej odrębności. Istnieje również żartobliwe pojęcie Weißwurstäquator (równika białej kiełbasy), biegnącego wzdłuż Dunaju i odgraniczającego Starą Bawarię od reszty tego kraju związkowego.
Weißwurst tradycyjnie je się parzony w gorącej osolonej wodzie. Standardowa porcja to dwie kiełbaski. Należy je spożywać ze specjalną słodką musztardą, zagryzać preclem Brezn i popijać piwem pszenicznym. Obyczaj każe zjadać kiełbaskę bez osłonki, przy czym doświadczeni smakosze wysysają farsz na przemian z obu jej końców pomagając sobie lekko zębami. Początkującym, zwłaszcza turystom, zaleca się użycie na początku noża i widelca do oddzielenia flaka.
Zgodnie z tradycją Weißwurst był sporządzany wcześnie rano i konsumowany na śniadanie, co wiązało się z jego nietrwałością. Powiadano, że Weißwurst nie miał prawa usłyszeć dzwonów kościelnych w południe.

### Próba rejestracji jako produkt regionalny
Grupa producentów z Monachium zgłosiła do niemieckiego urzędu patentowego (niem. Deutsches Patent- und Markenamt) wniosek o rejestrację nazwy „Münchner Weißwurst” jako chronionego oznaczenia geograficznego, zgodnie z przepisami dotyczącymi oznaczenia pochodzenia geograficznego produktów rolnych w Unii Europejskiej. Ochrona została przyznana, pozbawiając producentów spoza samego Monachium i jego bezpośredniej okolicy prawa do produkcji wyrobów pod tą nazwą. W tej sytuacji zaskarżyli oni tę decyzję do federalnego sądu patentowego (niem. Bundespatentgericht), który uchylił rozstrzygnięcie urzędu patentowego gdyż, jak wskazał, Münchner Weißwurst był od wielu lat produkowany w całej Bawarii i w związku z tym nie mógł być uznany za produkt regionalny.

## Porównanie
|                      | Biała kiełbasa                  | Weißwurst                                |
| -------------------- | ------------------------------- | ---------------------------------------- |
| główny surowiec      | wieprzowina                     | cielęcina                                |
| poboczny surowiec    | wołowina                        | wieprzowina                              |
| rozdrobnienie        | średnie                         | silne                                    |
| podstawowe przyprawy | czosnek, majeranek, pieprz, sól | cebula, pietruszka, cytryna, pieprz, sól |
| peklowana            | nie                             | nie                                      |
| wędzona              | nie                             | nie                                      |